# San Antonio Cholul
San Antonio Cholul es una localidad, comisaría del municipio de Hoctún en el estado de Yucatán, localizado en el sureste de México.

## Toponimia
El nombre (San Antonio Cholul) hace referencia a Antonio de Padua y Cholul significa en idioma maya madera en el agua.

## Localización
San José Antonio Cholul se localiza al sur de Hoctún, la cabecera municipal.

## Demografía
Según el censo de 2005 realizado por el INEGI, la población de la localidad era de 1 habitante.
| 53                          | 34 | 32 | 47 | 40 | 25 | 0 | 0 | 0 | 1 |
| (Fuente: INEGI [Consultar]) |    |    |    |    |    |   |   |   |   |